# Вооружённые силы Маврикия
Вооружённые силы Маврикия (англ. Mauritius Police Force, фр. Domaine militaire de Maurice) — совокупность полиции и военизированных сил Республики Маврикий, предназначенных для защиты свободы, независимости и территориальной целостности государства. Маврикий не имеет постоянной армии. Все военные, полицейские и охранные функции выполняются 10 000 военнослужащих под командованием комиссара полиции. Специальные Мобильные Силы (СМС) в составе 1500 человек и Национальная береговая охрана в составе 500 человек являются единственными военизированными подразделениями на Маврикии. Оба подразделения состоят из сотрудников полиции, которые проходят длительную ротацию в этих службах.

## Организация и обучение
СМС организованы как подразделение сухопутной пехоты, с шестью стрелковыми ротами, двумя мобилизуемыми военизированными ротами и одной инженерной ротой, согласно данным МИСС 2007 года. Данные силы активно участвуют в гражданских проектах. Береговая охрана располагает четырьмя патрульными судами для поисково-спасательных операций и наблюдением за территориальными водами. Вертолетная эскадрилья в составе 100 полицейских оказывает помощь в проведении поисково-спасательных операций. Существует также специальные вспомогательные силы, состоящие из 270 членов, обученных борьбе с беспорядками.

## Оснащение

### Стрелковое оружие

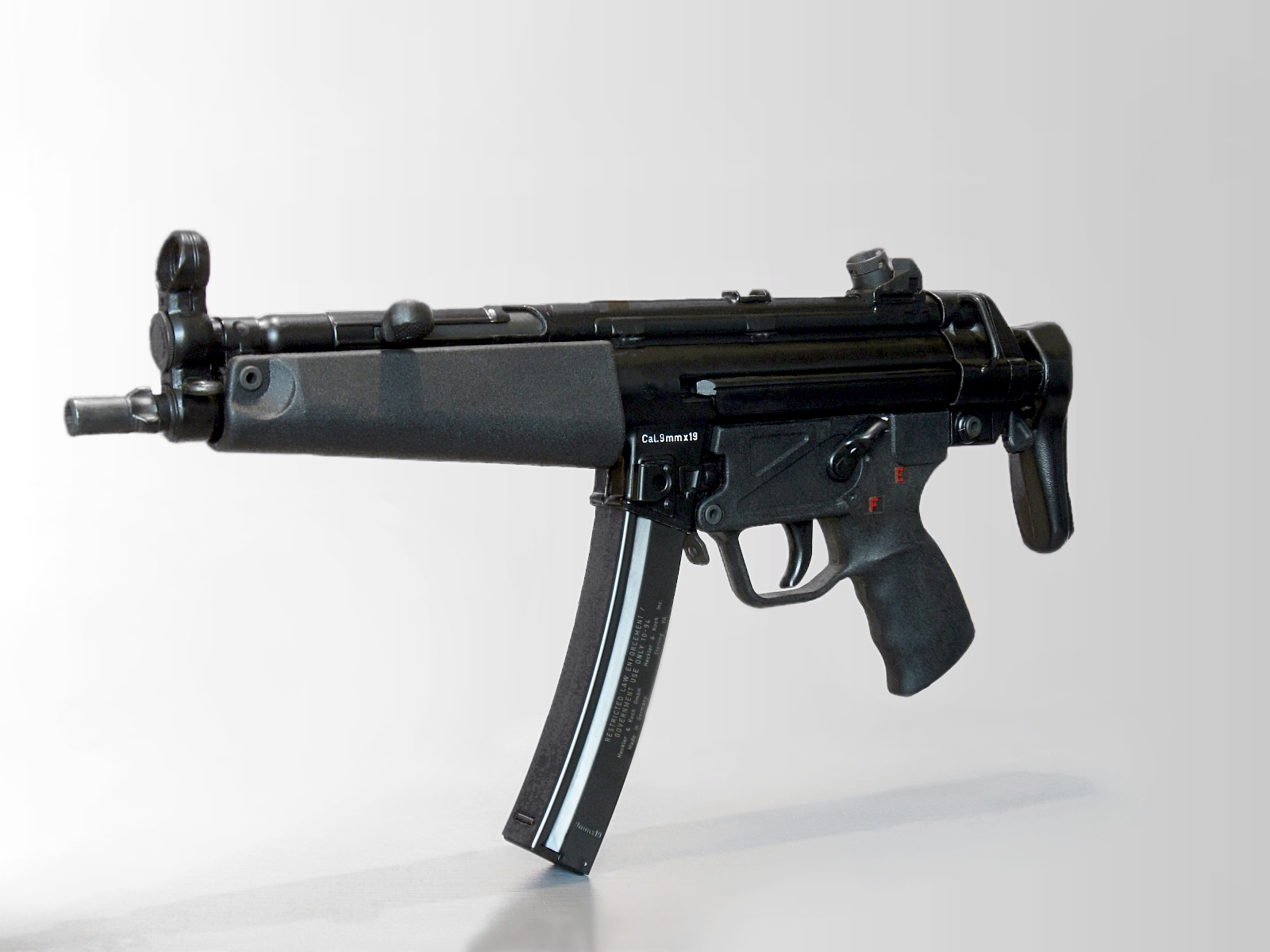
Пистолет-пулемет MP5-1

| Название           | Производство | Тип                         | Вариант | Примечания                      |
| ------------------ | ------------ | --------------------------- | ------- | ------------------------------- |
| Walther PP         | Германия     | Полуавтоматический пистолет |         |                                 |
| FN P90             | Бельгия      | Штурмовая винтовка          |         | персональное оружие самообороны |
| M16 Rifle          | США          | Штурмовая винтовка          | M16A2   |                                 |
| SIG SG 540         | Швейцария    | Штурмовая винтовка          |         |                                 |
| Heckler & Koch G3  | Германия     | Штурмовая винтовка          |         |                                 |
| Heckler & Koch MP5 | Германия     | Пистолет-пулемет            |         |                                 |
| FN FAL             | Бельгия      | Штурмовая винтовка          |         |                                 |
| FN MAG             | Бельгия      | Единый пулемет              |         |                                 |

### Авиапарк
В марте 1990 года для обеспечения морского наблюдения из Индии был заказан двухмоторный самолёт Dornier Do 228-101, оснащенный радаром, заказ был выполнен к июлю 1991 года. В 1992 году в дополнению к данному самолету был приобретен самолет двойным турбонаддувом Britten-Norman Defender (BN-2T Maritime Defender) для осуществления береговой патрульной работы. В 2004 году был докуплен HAL Do 228 -202.

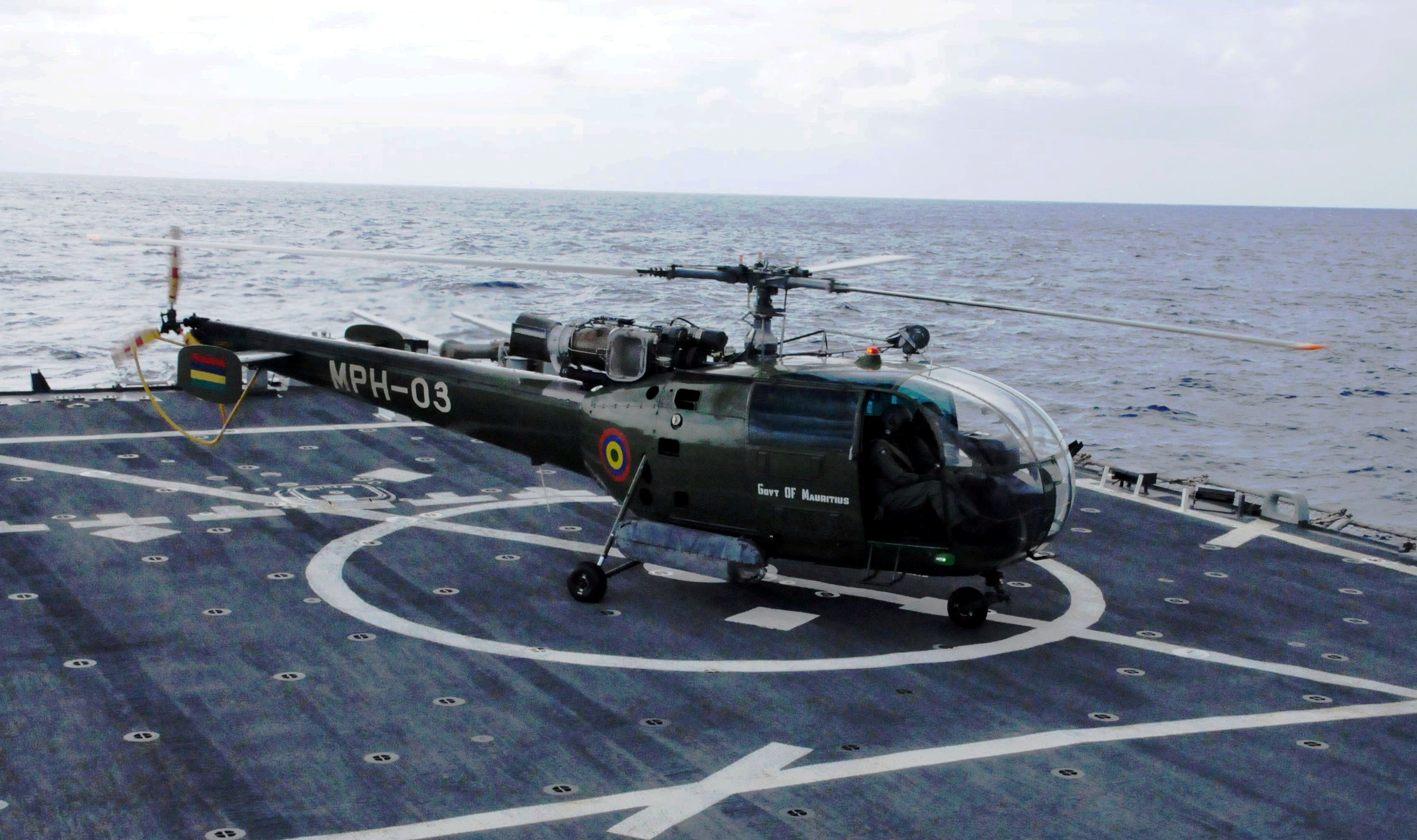
Вертолет Alouette III, принадлежащий Маврикию на эсминце «Арли Бёрк»

| Воздушное судно | Производство    | Тип             | Вариант         | В эксплуатации  | Примечания                         |                 |
| Морской патруль | Морской патруль | Морской патруль | Морской патруль | Морской патруль | Морской патруль                    | Морской патруль |
| --------------- | --------------- | --------------- | --------------- | --------------- | ---------------------------------- | --------------- |
| Dornier Do 228  | Германия        | морской патруль |                 | 1               |                                    |                 |
| BN-2T Defender  | Великобритания  | морской патруль |                 | 1               |                                    |                 |
| Вертолеты       |                 |                 |                 |                 |                                    |                 |
| Alouette III    | Франция         | SAR / utility   | SA316B          | 2               |                                    |                 |
| AS355           | Франция         | вспомогательный | AS355 SN        | 1               |                                    |                 |
| HAL Dhruv       | Индия           | вспомогательный |                 | 1               | используется Национальной полицией |                 |

### Судна

#### Список судов

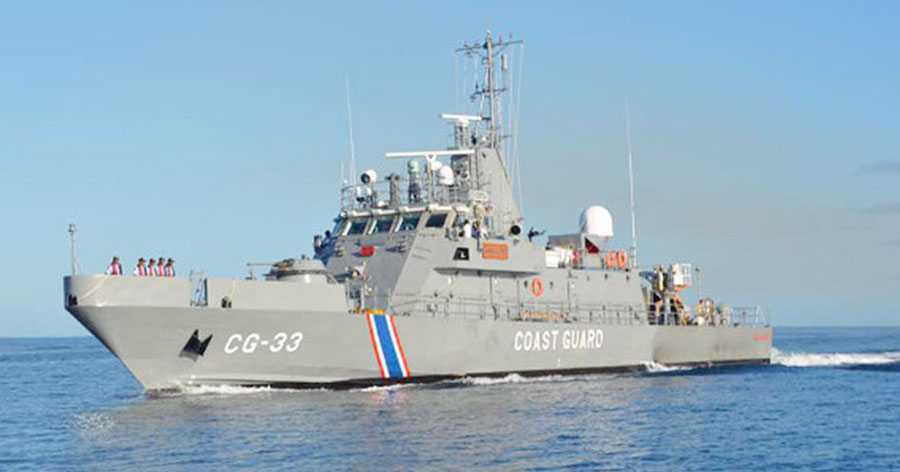
MCGS Valiant прибывает в Порт-Луи

| Судно         | Производство   | Тип              | В эксплуатации | Класс                                  |
| ------------- | -------------- | ---------------- | -------------- | -------------------------------------- |
| CGS Barracuda | Индия          | Патрульный катер | 1              | Корвет                                 |
| CGS Valiant   | Индия          | Патрульный катер | 1              | Патрульное судно класса Sarojini Naidu |
| CGS Victory   | Индия          | Патрульный катер | 1              | Патрульное судно класса Sarojini Naidu |
| CGS Guardian  | Чили           | Патрульный катер | 1              |                                        |
| CGS Vigilant  | Чили           | Патрульный катер | 1              |                                        |
| CGS Amar      | Индия          |                  | 1              | Корвет                                 |
| CGS Rescuer   | СССР           |                  | 1              | Сторожевой катер проекта 1400          |
| CGS Retriever | СССР           |                  | 1              | Сторожевой катер проекта 1400          |
| CGS Observer  | Великобритания |                  | 1              | Патрульное судно класса "Арчер"        |